# Ursula Thiemer-Sachse
Ursula Thiemer-Sachse (* 20. Mai 1941 in Berlin) ist eine deutsche Altamerikanistin.
Ursula Thiemer-Sachse studierte Ethnologie (Völkerkunde und Deutsche Volkskunde) sowie Ur- und Frühgeschichte an der Humboldt-Universität zu Berlin. Die Promotion erfolgte 1968 wie auch die Promotion B 1983 am Lateinamerika-Institut der Universität Rostock. Thema der Habilitation war Die sozialökonomischen Verhältnisse bei den Zapoteca zur Zeit der spanischen Eroberung Mexikos. Ein Beitrag zur Untersuchung der ersten klassengesellschaftlichen Formation in Amerika. 1989 wurde sie Leiterin der Abteilung Altamerika am Zentralinstitut für Alte Geschichte und Archäologie der damaligen Akademie der Wissenschaften der DDR, was sie bis zur Auflösung des Instituts 1992 blieb. 1993 wurde Thiemer-Sachse Professorin für Altamerikanistik am Lateinamerika-Institut der Freien Universität Berlin. 2006 wurde sie emeritiert.
Thiemer-Sachse beschäftigt sich bei ihren Forschungen vorrangig mit den präkolumbischen Kulturen Mesoamerikas und Zentralamerikas. Insbesondere forscht sie zu archäologischen Kulturen und protohistorische Gesellschaften vor allem Zentralmexikos und in Oaxaca, der Ethnohistorie und Ethnologie Oaxacas, der Mythologie und Ikonographie sowie der Wissenschaftsgeschichte – besonders Forschungen zu Alexander von Humboldt. Als international anerkannte Fachfrau gilt sie nicht nur für die altamerikanischen Kulturen, sondern auch für die Geschichte der indigenen Bevölkerung bis heute. Sie ist Mitglied der Berliner Gesellschaft für Anthropologie, Ethnologie und Urgeschichte sowie der Gesellschaft für Ethnographie. Zudem gehört sie zum wissenschaftlichen Beirat der Ethnographisch-Archäologischen Zeitschrift.

## Schriften (Auswahl)
- El Dorado – Mythos vom Gold. Schätze altindianischer Kulturen aus Kolumbien. Museen der Stadt Gotha, Gotha 1988
- Alte Kulturen in Amerika. Die Azteken. Herren von Mexiko. Kinderbuchverlag, Berlin 1992, ISBN 3-358-02037-1
- Alte Kulturen in Amerika. Die Inka. Sonnensöhne von Peru. Kinderbuchverlag, Berlin 1992, ISBN 3-358-02039-8
- Die Zapoteken. Indianische Lebensweise und Kultur zur Zeit der spanischen Eroberung. Gebrüder Mann, Berlin 1995 (Indiana. Beiheft, Band 13) ISBN 3-7861-1756-X
- Un asunto redondo. Reflexiones sobre las sociedades autóctonas en la región del Diquís/Costa Rica y Panamá, durante los últimos siglos antes de la conquista española y la importancia de las famosas bolas de piedra. Frankfurt am Main und Madrid, Vervuert und Iberoamericana 2005 (Berliner Lateinamerika-Forschungen, Band 16) ISBN 3-86527-203-7 und ISBN 84-8489-193-3